# Rue de Paris (Pierrefitte-sur-Seine)
Pour les articles homonymes, voir Rue de Paris.
La rue de Paris est une des voies de communication les plus anciennes de Pierrefitte-sur-Seine,.
Elle est dans l'axe de la grande route de Paris à Saint-Denis, qui fut prolongée en ligne droite jusqu'à l'entrée du village en 1725.

## Situation et accès

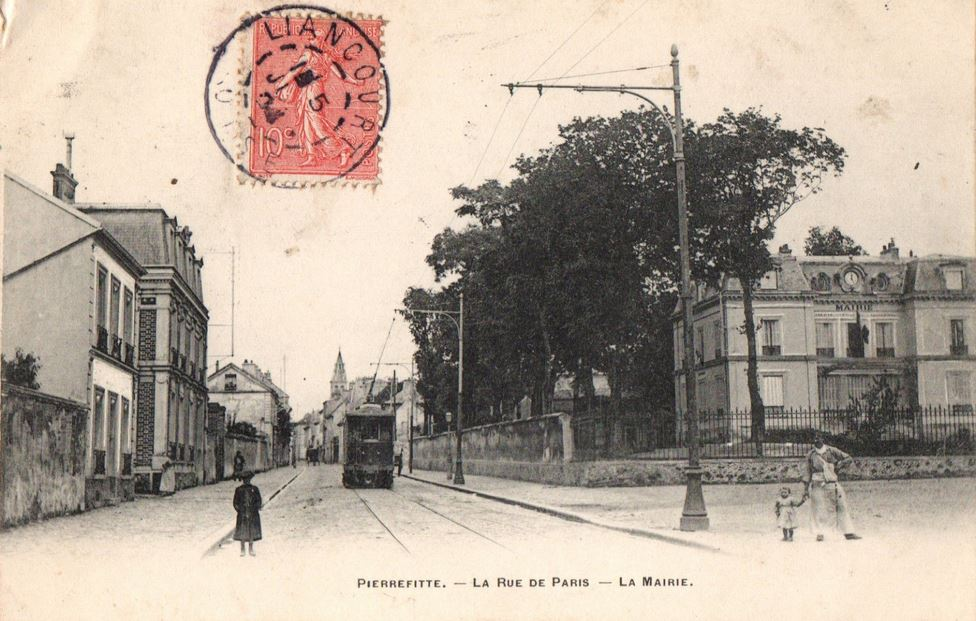
Carte postale représentant la rue de Paris et la mairie, vers 1900.

Elle commence au nord, dans l'alignement de l'avenue du Général-Gallieni, au carrefour de l'avenue de la République et du boulevard Charles-de-Gaulle.
Au boulevard Pasteur, elle laisse l'église Saint-Gervais-Saint-Protais sur sa gauche, et rencontre l'avenue Pierre-Brossolette et la rue Guéroux. À cet endroit se trouve l'hôtel de ville de Pierrefitte-sur-Seine.
Elle se termine ensuite au carrefour de l'avenue Lénine et du boulevard Jean-Mermoz.

## Origine du nom
Elle porte ce nom car elle conduit en direction de Paris.

## Historique

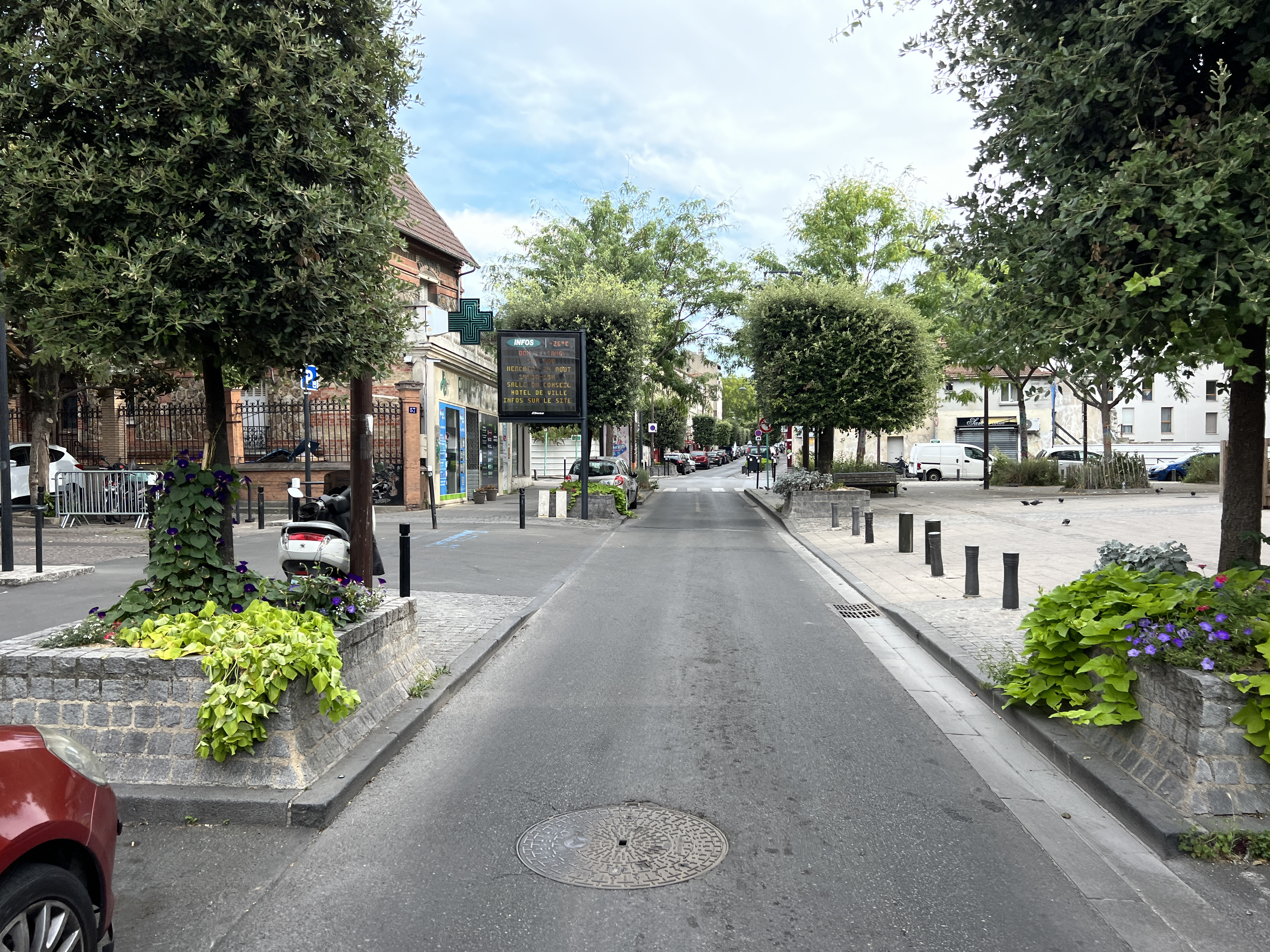
La rue au niveau de l'église.

Elle était autrefois parcourue par la ligne de tramway no 65. administrée par la Société des transports en commun de la région parisienne.
En août 1944, des combats de la Libération de Paris y eurent lieu. Le 26, les Allemands la parcoururent en recherche d'otages. Le lendemain, la division Leclerc passa à cet endroit, se dirigeant vers le nord.

## Bâtiments remarquables et lieux de mémoire
- Église Saint-Gervais-Saint-Protais[7], attestée au XIIIe siècle.
- Hôtel de ville de Pierrefitte-sur-Seine.